# Enterokokken
Enterokokken (eingedeutschter Plural aus dem latinisierten Singular Enterococcus, der sich aus den beiden altgriechischen Bestandteilen ἔντερον énteron ‚Darm‘, ‚Eingeweide‘ und κόκκος kókkos ‚Kern‘, ‚Korn‘ zusammensetzt) wurden ursprünglich als Streptokokken der Lancefield-Gruppe D eingeordnet, später jedoch als eigene Gattung von den Streptokokken abgetrennt. Enterokokken kommen überall verbreitet in der Umwelt (Wasser, Erdboden), beim Tier und beim Menschen (in der normalen Darmflora) sowie in fermentierten Lebensmitteln wie Käse oder Rohwürsten vor.

## Mikrobiologische Eigenschaften
Enterokokken sind grampositiv, Katalase-negativ und aufgrund des Fehlens von Porphyrinen und Cytochromen als aerotolerante, anaerobe Bakterien eingestuft. Die kugelförmigen (kokkoiden) Bakterien sind in Paaren oder kurzen Ketten angeordnet.
Bei Menschen und Tieren spielen von den etwa 25 bekannten Enterokokken-Spezies unter anderem zwei Arten, nämlich E. faecium und E. faecalis, eine wichtige Rolle im Verdauungssystem. Sie werden daher auch in probiotischen Lebensmitteln zur Förderung der Darmflora des Verdauungssystems eingesetzt.
In Lebensmitteln spielen Enterokokken eine wichtige Rolle bei Fermentations- und Reifungsprozessen und tragen zum besonderen und gewünschten Geschmack der Lebensmittel (z. B. Büffel-Mozzarella, Camembert und Ziegenkäse) bei.
Weitere Spezies, die selten beim Menschen vorkommen können, sind E. durans sowie E. casseliflavus.

## Eigenschaften als Krankheitserreger
Bestimmte Enterokokken-Stämme (insbesondere bestimmte E. faecalis-Stämme) können bei Menschen, deren Immunsystem stark geschwächt ist, Infektionen auslösen.
Enterokokken sind vor allem als Ursache für Harnwegsinfekte, postoperative Peritonitiden, Wundinfektionen, Bakteriämie und Sepsis sowie Endokarditis zu finden. Sie sind auch Erreger zum Teil schwerer nosokomialer Infektionen.

### Therapie
Amoxicillin und Ampicillin sind zur antibiotischen Therapie geeignet, sofern keine Resistenzen dagegen vorliegen. Bei Enterococcus faecalis kommt Ampicillin mit oder ohne Gentamicin, alternativ auch Mezlocillin, Piperacillin und Vancomycin in Frage. Bei Enterococcus faecium Vancomycin, Teicoplanin, Daptomycin sowie alternativ Linezolid oder Tigecyclin. Gegen Cephalosporine, Aminoglykoside und einige Penicilline besteht eine natürliche Resistenz, man spricht diesbezüglich von der „Enterokokkenlücke“ dieser Antibiotika (Enterococcus faecium ist in der Regel Ampicillin-resistent, während Enterococcus faecalis Ampicillin-sensibel ist. Zur Behandlung von VRE eignen sich Tigecyclin, Linezolid sowie (wenn sensibel) auch Fosfomycin.).

### GRE / VRE
Enterokokken, die gegen die gesamte Antibiotikagruppe der Glykopeptide oder speziell gegen das zu dieser Gruppe gehörende Vancomycin resistent sind, werden als Glykopeptid-resistente Enterokokken (GRE) oder Vancomycin-resistente Enterokokken (VRE) bezeichnet.
Über Vancomycin-resistente Enterokokken (VRE) wurde erstmals 1988 berichtet. Heute sind VRE einer der häufigsten Gründe einer Bakteriämie bei Krankenhauspatienten nach Antibiotikabehandlung, insbesondere bei Krebspatienten nach einer Chemotherapie. Vancomycinresistenz tritt am häufigsten bei Enterococcus faecium auf. Ein häufiger Weg der Resistenzübertragung ist der sogenannte horizontale Gentransfer über den Austausch von VanA- oder VanB-Genclustern.
Patienten mit Blutstrominfektionen verursacht durch E. faecium haben eine höhere Sterblichkeitsrate im Vergleich zu denen, die durch Enterococcus faecalis verursacht werden (37 % vs. 32 %).